# Ludger Schepers
Ludger Schepers (Osterfeld, Oberhausen, 18 de abril de 1953) é um clérigo católico romano alemão e bispo auxiliar na diocese de Essen.

## Vida
Após se formar na Escola Secundária Heinrich Heine em Oberhausen, Ludger Schepers entrou no seminário da diocese de Essen. Estudou teologia e filosofia católica na Universidade de Bochum e na Universidade de Freiburgo. Em 13 de janeiro de 1978, ele foi ordenado diácono e recebeu o sacramento de Ordens Sagradas em 2 de março de 1979, pelo bispo Franz Hengsbach.
De 1979 a 1986 Schepers trabalhou como capelão em paróquias de Essen-Huttrop e Duisburg-Neumühl. De 1986 a 1990, foi pároco municipal da juventude em Oberhausen e capelão na paróquia em Oberhausen-Alstaden. Em agosto de 1990, Schepers tornou-se pároco de São Judas Tadeu em Duisburg-Buchholz, que depois se fundiu com as paróquias de São Nicolau e Espírito Santo. Formou-se em 1994 na Universidade de Münster com licenciatura em direito canônico e em 1995 tornou-se juiz diocesano. Em 1999, ele foi nomeado membro do Conselho dos Sacerdotes e do conselho fiscal da igreja da diocese de Essen. Foi nomeado reitor de Duisburg-Sul em 2002. Após a reestruturação das paróquias na diocese de Essen em 2006, ele se tornou o primeiro pároco da recém-fundada Judas Tadeu, que incluía a área do antigo decanato Duisburg-South. Em agosto de 2007, o Papa Bento XVI o nomeou capelão papal honorário.
Em 27 de junho de 2008, o Papa Bento XVI o nomeou bispo auxiliar de Essen e bispo titular de Neapolis em Proconsulari. Recebeu a ordenação episcopal do Bispo Felix Genn em 19 de setembro de 2008 na Catedral de Essen; os co-consagradores foram Franz Grave e Franz Vorrath, bispos auxiliares de Essen.
Dom Schepers é cônego residente do capítulo da Catedral de Essen desde 5 de setembro de 2008, sendo também responsável pelos serviços religiosos e pelo cuidado pastoral. Foi nomeado em 20 de dezembro de 2009 como Vigário Episcopal para Igreja e Missão Universal, para as Comunidades e Movimentos Espirituais e as Ordens Religiosas.
Na Conferência Episcopal Alemã (DBK), é membro da Comissão Pastoral, da Comissão da Igreja Mundial, da Subcomissão "Mulheres da Igreja e da Sociedade" e da Subcomissão de Assuntos Missionários (especialmente MISSIO), da qual é presidente. É também oficialmente responsável pela pastoral queer da DBK desde fevereiro de 2024.